# جوین (ولایت)
جُوِیْن، یکی از ولایت‌های ربع نیشابور خراسان بزرگ؛ که در منابع مختلف از آزادوار به عنوان قصبه یا شهر مرکزی این ولایت، یاد شده است. این ولایت در مسیر راه نیشابور به قومس و ری قرار داشته است. دانشوران بسیاری از این ولایت برخاسته‌اند که از آن‌ها در منابع مختلف تاریخی و رجالی یاد شده است. ولایت جوین را در جغرافیای امروز، به شهرستان‌های جوین و جغتای در استان خراسان رضوی ایران و حدی از نواحی پیرامون آن، مطابقت داده‌اند.

جوین در میان ولایت‌های ربع نیشابور در صفحه‌ای از نسخه خطی کتاب تاریخ نیشابور الحاکم.

## نام‌شناخت
جُوَیْن، جُویان، کویان یا گویان؛ نام یکی از ولایت‌های ربع نیشابور خراسان است. نام این ولایت در «احسن‌التقاسیم» محمد مقدسی، به صورت کویان، جُویان و گویان؛ در «صورةالارض» ابن حوقل و «تاریخ نیشابور» الحاکم، جوین؛ در «معجم‌البلدان» یاقوت حموی، «الانساب» سمعانی و «اللباب» ابن اثیر، به صورت جُوَیْن و کویان آمده است. به نوشته بیهقی، جوین را یزد خسر پسر ساسویه بنا کرده است. مردم خراسان این ناحیه را کُویان می‌گفته‌اند و جُوین معرب آن است. بر پایه گفته اعتمادالسلطنه، کسانی که نام اصلی این ناحیه را گویان می‌دانند بر این باورند که گودرز، بانی آن بوده است. که در روستای ک هم‌اکنون کروژده نام دارد. همچنین چنان‌که در معجم‌البلدان آمده است به گفته بعضی، کویان، منسوب به «کوی» است.

## جغرافیا و حدود
جوین؛ یکی از ولایت‌های ربع نیشابور خراسان؛ در البلدان ابن فقیه (قرن ۳ هجری)، زام (جام)، باخرز، جوین و بیهق از شهرهای نیشابور نام برده شده است. ابن رسته نیز جوین را در میان سیزده رستاق نیشابور برشمرده است که عبارتند از: استوا، ارغیان، اسفراین، جوین، بیهق، بشت، رخ، باخرز، زام (جام)، زاوه، زوزن، اشبنذ (اسفند)، خواب (خواف). چنان‌که در معجم‌البلدان آمده است حدود سرزمین جوین، از بسطام تا نیشابور بوده و مرزهای جوین در سمت جنوب، به بیهق؛ و در سمت شمال، به مرزهای جاجرم پیوسته است. قصبه (شهر مرکز) آن، «آزادوار» است که در آغاز این خوره، در سمت باختر می‌باشد.

### آزادوار
آزادوار به معنی لغوی «خوی و خصلت آزادان» و «همچون آزدمردان»؛ قصبه (شهر مرکز) ولایت جوین ربع نیشابور، که در مسیر راه ری به نیشابور قرار دارد و آرامگاه سید حسن غزنوی شاعر در آنجاست. گروهی از عالمان همچون ابوعبدالله محمد بن حفص بن محمد یزید شعرانی نیشابوری آزادواری (متوفی ۳۱۳ هجری)، ابوالعباس محمود بن محمد بن محمود آزادواری و ابوحامد احمد بن محمد بن عباس آزادواری منوسب به این شهرند.

### حاکم‌نشینان جوین
در هر یک از ولایات، آبادی یا شهری که قصبه یا شهر اصلی هر ولایت به‌شمار می‌آمد محل استقرار حاکمران ولایت (تعیین شده از سوی حکومت مرکزی) بود. با بازبینی دوران‌های تاریخی ولایت جوین، شهر یا آبادی حاکم‌نشین ولایت جوین، تا قرن هفتم هجری و پیش از یوش مغولان به خراسان، «آزادوار»؛ از آن پس، تا نیمه قرن دوازدهم هجری (پایان حکومت صفویان)، حاکم‌نشینی به «فرومد» منتقل گردید؛ و از دوران افشاریان تا دوران فتحعلی‌شاه قاجار، «آق‌قلعه» حاکم‌نشینی جوین را عهده‌دار گردیده؛ و از آن پس و از دوران حکومت محمدشاه‌قاجار، حاکم‌نشینی به «جغتای» انتقال یافته است. حاکم‌نشینی جغتای با عنوان مرکز حکومت ولایات سه‌گانه جوین، بام و صفی‌آباد و تأسیس بخشداری (۱۳۱۶ش/۱۳۵۶ق) تا سال ۱۳۶۴ش/۱۴۰۵ق بر ولایت جوین ادامه یافته و پس از تقسیمات جدید کشوری، بخشی از مرکزیت اداری منطقه جوین به شهر «نقاب» منتقل گردید.

### تداوم حیات تاریخی
ناحیه جوین، سرانجام، بر اساس تصویب‌نامه شماره ۱۶۱۴۷۴ سال ۱۳۸۶ دولت ایران، در خصوص اصلاحات تقسیمات کشوری در استان خراسان رضوی؛ در قالب تأسیس دو حوزه فرمانداری شهرستان جغتای به مرکزیت شهر جغتای و شهرستان جوین به مرکزیت شهر نقاب، حیات تاریخی و هویت فرهنگی ولایت کهن جوین را جغرافیای خراسان، تداوم بخشیده و ماندگار نموده است.

## ویژگی‌ها
جوین در منابع گوناگون تاریخی و جغرافیایی به عنوان ولایتی آبادان و دارای رونق کشاورزی و غنای فرهنگی توصیف شده است. در کتاب تاریخ نیشابور الحاکم، جوین را ویژگی‌هایی همچون: خاستگاه اولیا و علما؛ شرایط سکونتگاهی بسیار مطلوب با روستاهای آباد و پیوسته و فراوانی قنات‌ها؛ هوشمندی، کوششگری و سخاوتمندی مردم ولایت؛ اهتمام مردم به دین و علوم دینی؛ گستردگی و بزرگی خانه‌ها و مهمانخانه‌ها توصیف شده است. محمد مقدسی، جوین را سرزمینی پهناور و پُرحاصل شناخته و نوشته است میوه و غلّه بسیار، و پوشاک از آن صادر می‌کنند. راهی به گرگان دارد. مردم اهل حدیث و ادب‌دوستند. آزادوار، شهر مرکز ولایت، آباد و پرجمعیت و حاصلخیز است. و یاقوت حموی، جوین را سرزمینی ارجمند و خوش آب و هوا معرفی کرده است که در راه کاروان‌های بسطام به نیشابور، جای گرفته. او همچنین به نقل از بیهقی نوشته است که این ولایت، دارای ۱۸۹ دیه است که به یکدیگر پیوسته‌اند. جوین، سرزمینی مستطیل‌مانند، میان دو کوه، در گستره‌ای پهناور است که به دو نیم، تقسیم شده. در نیمه شمالی آن، از خاور به باختر، دیه‌ها به یکدیگر پیوسته که هیچ‌یک از دیگری جدا نیست و از نیمه جنوبی آن، قنات‌هایی برآورده‌اند که شمالی‌ها را سیراب می‌کند و در این نیمه، ساختمانی نیست. میان این سرزمین و نیشابور، پیرامون ده فرسنگ، راه است.

## مشاهیر و بزرگان
جمعی کثیر از عالمان نامدار از ولایت جوین برخاسته‌اند. در کتاب معجم‌البلدان از این جمله از موسی بن عباس بن محمد بوعمران جوینی نیشابوری (متوفی ۳۲۳هجری)، امام الحرمین ابوالمعالی عبدالملک بن ابی‌محمد عبدالله بن یوسف بن عبدالله بن یوسف جوینی (متوفی ۴۷۸ هجری در نیشابور)، ابومحمد عبدالله بن یوسف جوینی (پدر امام‌الحرمین؛ متوفی ۴۳۴ هجری در نیشابور)، ابوالحسن علی بن یوسف جوینی (معروف به شیخ حجاز؛ متوفی ۴۶۳ در نیشابور)، ابوالمعالی محمد بن حسن به عبدالله بن حسن جوینی سرخسی یاد شده است. در تاریخ نیشابور الحاکم، از ۵ تن از دانشوران منسوب به جوین و آزادوار مقیم نیشابور یاد شده است که عبارتند از: ابراهیم بن عبدالرحمن آزادواری، محمد بن جعفر آزادواری، هارون بن محمد آزادواری، محمد بن ماهان جوینی، موسی بن عباس جوینی.امام الحرمین جوینی خود استاد غزالی و از مشاهیر علمای اسلامی است، تأثیر شگرف و بی نظیر مشاهیر و دانشمندان جوین در تاریخ ایران و به ویژه در ساختار علمی-فرهنگی دنیای اسلام، واضح و روشن است.

### محصولات کشاورزی
ولایت جوین با دارا بودن تعداد زیادی چاه عمیق که در اقصی نقاط این شهرستان واقع است، کشاورزی پر رونقی را در خود جای داده است. بسیاری از محصولات کشاورزی در این منطقه تولید می‌شود. بیشترین محصولات کشاورزی که در این منطقه تولید می‌شود عبارتند از، گندم، جو، چغندر قند، هندوانه و خربزه و دیگر محصولاتی که کشاورزی این منطقه را رونق خاصی بخشیده است. در سال‌های اخیر تمایل به کاشت درخت پسته به جهت مصرف کم‌آب توسط این درخت، سبب شد بسیاری از کشاورزان در مناطقی از ولایت جوین به کاشت این درخت رو بیاورند. محصول مرغوب پسته در این منطقه موقعیت ممتازی را برای جوین در مقایسه با دیگر مناطقی که کاشت پسته در آن‌ها رواج دارد رقم زده است.

## پانوشت‌ها
1. ↑  شمس‌الدین ابی‌عبدالله محمد مقدسی (۱۹۰۶)، احسن‌التقاسیم فی معرفة الاقالیم، لیدن: بریل، ص. ص۳۰۰، ۳۱۸٬۳۲۳
2. ↑  ابی‌القاسم ابن حوقل النصیبی (۱۹۳۸)، صورةالارض، بیروت: دار صادر، ص. ج۲، ص ۴۲۸
3. 1 2 3  شهاب‌الدین ابی عبدالله یاقوت حموی (۱۹۷۷)، معجم‌البلدان، بیروت: دارصادر، ص. ج۲، ص۱۹۲
4. ↑  ابی‌سعد عبدالکریم بن محمد بن منصور التمیمی السمعانی (۱۹۸۰)، الانساب، قاهره: مکتبة ابن التمیمیة، ص. ج۳، ص۳۸۵
5. ↑  عزالدین ابن الاثیر الجزری (۱۹۸۰)، اللباب فی تهذیب الانساب، بیروت: دار صادر، ص. ج۱، ص۳۱۵
6. ↑  علی بن زید بیهقی (۱۹۶۸)، تاریخ بیهق، حیدرآباد: چاپ کلیم‌الله حسینی، ص. ص۷۴
7. ↑  محمد حسن بن علی اعتمادالسلطنه (۱۳۶۸)، مرآةالبلدان، تهران: چاپ عبالحسین نوائی و میرهاشم محدث، ص. ج۴، ص۲۲۹۴
8. ↑  ابوعبدالله حاکم نیشابوری (۱۳۷۵)، تاریخ نیشابور، ترجمهٔ محمد بن حسین خلیفه نیشابوری، با مقدمه و تصحیح و تعلیقات محمدرضا شفیعی کدکنی، تهران: آگه، ص. ص۲۱۵
9. ↑  محمد بن احمد مقدسی (۱۳۶۱)، احسن التقاسیم فی معرفة الاقالیم، ترجمهٔ علینقی منزوی، تهران: شرکت مؤلفان و مترجمان ایران، ص. ج۲، ص۴۳۶
10. ↑  ابی‌عبدالله احمد بن محمد بن اسحاق الهمذانی (۱۹۹۶)، البلدان، ترجمهٔ محمد بن حسین خلیفه نیشابوری، تحقیق یوسف الهادی، بیروت: عالم‌الکتاب، ص. ص۶۱۱
11. ↑  ابی‌علی احمد بن عمر ابن رسته (۱۹۸۲)، الأعلاق النفسیه، لیدن: بریل، ص. ص۱۷۱
12. 1 2 3  شهاب‌الدین ابی عبدالله یاقوت حموی (۱۹۷۷)، معجم‌البلدان، بیروت: دارصادر، ص. ج۲، ص۱۹۲
13. 1 2  علی‌اکبر دهخدا (۱۳۷۷)، لغت‌نامه، تهران: دانشگاه تهران، ص. ج۱، ص۱۱۵
14. 1 2  شهاب‌الدین ابی عبدالله یاقوت حموی (۱۹۷۷)، معجم‌البلدان، بیروت: دارصادر، ص. ج۱، ص۱۶۷
15. ↑  منصور جغتایی (بهار ۱۳۷۹)، «پیشینه تاریخی حاکم‌نشینان جوین»، مشکوة، ش. شماره ۶۶، ص. ص۱۸۵–۱۸۶
16. ↑  «تصویب‌نامه درخصوص اصلاحات تقسیمات کشوری در استان خراسان رضوی». مرکز پژوهش‌های مجلس شورای اسلامی. ۴ دی ۱۳۸۶. بایگانی‌شده از اصلی در ۲۲ دسامبر ۲۰۱۵. دریافت‌شده در ۳۱ مرداد ۱۳۹۵.
17. ↑  ابوعبدالله حاکم نیشابوری (۱۳۷۵)، تاریخ نیشابور، ترجمهٔ محمد بن حسین خلیفه نیشابوری، با مقدمه و تصحیح و تعلیقات محمدرضا شفیعی کدکنی، تهران: آگه، ص. ص۲۱۵–۲۱۶
18. ↑  محمد بن احمد مقدسی (۱۳۶۱)، احسن التقاسیم فی معرفة الاقالیم، ترجمهٔ علینقی منزوی، تهران: شرکت مؤلفان و مترجمان ایران، ص. ج۲، ص۴۶۵–۴۶۶
19. ↑  ابوعبدالله حاکم نیشابوری (۱۳۷۵)، تاریخ نیشابور، ترجمهٔ محمد بن حسین خلیفه نیشابوری، با مقدمه و تصحیح و تعلیقات محمدرضا شفیعی کدکنی، تهران: آگه، ص. ص۳۴۸، ۳۵۸
20. ↑  رئیس اداره کشاورزی شهرستان جوین (۲۱ مرداد ۱۳۹۵). «تولید سالانه 2700 تن پسته در جوین». آلنور. بایگانی‌شده از اصلی در ۵ اوت ۲۰۱۸. دریافت‌شده در ۵ اوت ۲۰۱۸.

## فهرست منابع
- «احسن‌التقاسیم فی معرفةالاقالیم»، تألیف ابوعبدالله محمد بن احمد مقدسی، ترجمه علینقی منزوی، تهران: شرکت مؤلفان و مترجمان ایران، ۱۳۶۱.
- «احسن‌التقاسیم فی معرفة الاقالیم»، شمس‌الدین ابی‌عبدالله محمد مقدسی، لیدن: بریل، لیدن، ۱۹۰۶م.
- «الأعلاق النفسیه»، تصنیف ابی‌علی احمد بن عمر ابن رسته، لیدن: بریل، ۱۹۸۲م.
- «الانساب»، ابی‌سعد عبدالکریم بن محمد بن منصور التمیمی السمعانی، قاهره: مکتبة ابن التمیمیة، ۱۹۸۰م.
- «اللباب فی تهذیب الانساب»، عزالدین ابن الاثیر الجزری، بیروت: دار صادر، ۱۹۸۰م.
- «البلدان»، تألیف ابی‌عبدالله احمد بن محمد بن اسحاق الهمذانی، تحقیق یوسف الهادی، بیروت: عالم‌الکتاب، ۱۹۹۶م.
- «پیشینه تاریخی حاکم‌نشینان جوین»، منصور جغتایی، مشکوة، بهار ۱۳۷۹، شماره ۶۶.
- «تاریخ بیهق»، تألیف علی بن زید بیهقی، حیدرآباد، چاپ کلیم‌الله حسینی: ۱۹۶۸م
- «تاریخ نیشابور»، ابوعبدالله حاکم نیشابوری، ترجمه محمد بن حسین خلیفه نیشابوری، با مقدمه و تصحیح و تعلیقات محمدرضا شفیعی کدکنی، تهران: آگه، ۱۳۷۵.
- «دانشنامه جهان اسلام»، بنیاد دائرةالمعارف اسلامی، تهران، ۱۳۸۶.
- «صورة الارض»، تألیف ابی‌القاسم ابن حوقل النصیبی، بیروت: دارصادر، ۱۹۳۸م.
- «کتاب البلدان»، احمد بن ابی یعقوب ابن واضح الکاتب المعروف بالیعقوبی، لیدن: بریل، ۱۸۶۰م.
- «لغت‌نامه»، علی‌اکبر دهخدا، تهران: انتشارات دانشگاه تهران، ۱۳۷۷.
- «مرآةالبلدان»، محمدحسن بن علی اعتمادالسلطنه، تهران: چاپ عبالحسین نوائی و میرهاشم محدث، ۱۳۶۸.
- «مسالک و ممالک»، تصنیف ابن خردادبه، ترجمه سعید خاکرند، تهران: مؤسسه مطالعات و انتشارات تاریخی میراث ملل، ۱۳۷۱.
- «معجم‌البلدان»، شهاب‌الدین ابی‌عبدالله یاقوت بن عبدالله الحموی الرومی البغدادی، بیروت: دار صادر، ۱۹۷۷م.